# Etyek
Etyek è un comune dell'Ungheria di 3.922 abitanti (dati 2001). È situato nella contea di Fejér a 30 km da Budapest. Circondato da vigneti è noto per la produzione di vino